# Добровольская-Завадская, Надежда Алексеевна
Наде́жда Алексе́евна Доброво́льская-Зава́дская (13 [25] сентября 1878, Киев, Российская империя — 31 октября 1954, Милан, Италия) — русско-французский врач и ученый, хирург, радиобиолог, генетик, онколог. Получив образование и профессию хирурга, работала по специальности до гражданской войны. Оказалась в эмиграции во Франции, где выполнила свои наиболее известные научные работы, касающиеся влияния радиации на ткани и органы живых животных, генетики развития, генетических и внешних причин рака. Была одним из пионеров в понимании развития организма как изменения экспрессии генов, что в дальнейшем привело к слиянию генетики и описательной эмбриологии с появлением генетики развития как отдельной науки. Создала несколько чистых линий мышей в качестве моделей заболеваний человека.
Жена писателя Вениамина Завадского.

## Биография

### Жизнь в России (1878—1920)
Родилась 13 сентября 1878 года в Киеве (по другим данным, родилась в Казатине Бердичевского уезда Киевской губернии). Происходила из дворянской семьи. Отец — Алексей Федорович Добровольский, землемер-таксатор; мать — Татьяна Михеевна. Окончила Фундуклеевскую женскую гимназию с золотой медалью.
В 1899 году поступила в Женский медицинский институт в Петербурге, где училась до 1904 года и получила специальность хирурга. Во время учёбы работала ординатором в клинике профессора Максима Субботина. По окончания института работала земским врачом в Вятской губернии. В 1907 году была назначена помощником прозектора, а позже — приват-доцентом кафедры оперативной хирургии Женского медицинского института. В 1911 году она получила степень доктора медицины. С 1914 года была сверхштатным врачом Петроградской Обуховской больницы. Мужем Добровольской был Вениамин Завадский, поэт и прозаик, писавший под псевдонимом Корсак (иногда ошибочно мужем указывается биолог А. М. Завадский).
Позже Добровольская-Завадская работала ординарным профессором Юрьевского университета (Дерпт, сейчас Тарту, Эстония). В 1920—1921 годах работала в Воронежском университете, где впервые в России стала заведующей кафедры хирургии женщиной.
По другим данным, во время Первой мировой войны работала в военном госпитале, а в гражданской — оказалась в рядах медицинской службы Белой армии. В ноябре 1920 году она с мужем была эвакуирована из Крыма на пароходе «Румыния» в Египет, где находилась в лагере для беженцев из России близ городка Тель-эль-Кебир. С 1921 году жила во Франции.

### Жизнь во Франции (1921—1954)
Во Франции Добровольская-Завадская не смогла работать по специальности хирурга, поскольку тогдашнее французское законодательство запрещало заниматься медицинской практикой врачам без французского медицинского диплома, а получить медицинское образование иностранцу было трудно. Она сменила профессию и устроилась в Пастеровскую лабораторию вновь созданного Радиевого института в Париже. Там она и проработала до конца жизни. Руководителем Добровольской-Завадской был профессор Клаудиус Рего, а после его смерти в 1940 году она сама возглавила лабораторию.
Воспоминания о Надежде Добровольской-Завадской и её муже оставил философ и религиовед Василий Зеньковский.
Добровольская-Завадская была членом правления Общества русских врачей имени Мечникова, Русской академической группы, Русской секции Международной федерации университетских женщин, Объединения русских врачей за границей. После смерти мужа (1944 год) она опубликовала серию его произведений: «Рим» (1949), «Один: роман из жизни эмиграции» (1951), «Вдвоем: роман из жизни эмиграции» (1951), «Со всеми вместе» (1952).
Добровольская-Завадская умерла во время поездки в Милан и была похоронена в этом городе на Большом кладбище.

## Научная деятельность
Во время работы в России Добровольская специализировалась на сосудистой хирургии. В 1912 году она предложила соединять сосуды разного диаметра, пересекая их под углом. Добровольская была автором более 20 научных статей по хирургии, в том числе посвящённых влиянию потери крови на работу пищеварительной системы. В России в её честь был назван независимо обнаруженный ею эффект снижения пульса при сжатии артерии выше артериовенозной аневризмы — Добровольской симптом.
Добровольская-Завадская направила свои усилия на неизученную в те времена тему — влияние радиации на живые организмы. Она исследовала изменения в мышечной и семенниковой ткани, изучала наследственные изменения у мышей под действием ионизирующей радиации. Из двух выявленных в течение 5 лет мутаций одну не удавалось получить в чистой линии. Она была названа Brachyury («короткохвоста») или «ген Т» (англ. tail — хвост), за то, что у его носителей был очень короткий хвост. Детальный эмбриологической анализ показал, что чистую линию не удается вывести, так как носители обоих мутантных копий гена умирают ещё на ранней эмбриональной стадии. Мутация вела себя как доминантная, то есть проявлялась и в гетерозиготном состоянии, но Добровольская была уверена, что её сутью является потеря функции гена. Это было подтверждено молекулярными генетиками 60 лет спустя.
Позже Добровольская-Завадская обнаружила новые «короткохвостые» мутации в лаборатории и в природе. Часть этих мутаций приводила к видоизменению хвосту независимо от Т-гену, другие проявлялись только в его присутствии. Добровольская-Завадская предположила, что эта мутация имеет большое значение для биологии развития животных. По этой гипотезе, процесс формирования органа в эмбриогенезе запускается одним геном, а приобретение им особых черт, вроде размера или формы, регулируется рядом вспомогательных генов. При этом мутации главного гена приводят к исчезновению органа благодаря невозможности его образования в эмбриогенезе, а при закреплении таких мутаций в процессе эволюции происходит появление видов, что отличаются от близких родственников отсутствием того или иного органа, как например бесхвостых мышей или приматов. В начале XXI века эта гипотеза подтвердилась, а также стало известно, что главные гены, ответственные за расположение и появление органов, очень консервативны у разных видов, тогда как вспомогательные гены формообразования могут сильно отличаться по последовательности.
Отдав в 1933 году линию короткохвостых мутантов группе американских генетиков Пола Чесли и Лесли Данна, Надежда Добровольская углубилась в изучение механизмов развития онкологических опухолей. Она показала, что к заболеванию раком приводит специфическое взаимодействие между генетической предрасположенностью и внешними факторами. Скрещивая отдельные линии мышей с повышенной частотой появления опухолей, она создала несколько генетических моделей онкологических заболеваний, которые позволили другим ученым исследовать механизмы злокачественного превращения клеток при различных типах рака. В частности, благодаря её линии RIII был открыт вирус карциномы молочной железы.
Добровольская стала автором более ста научных работ. В 1937 году она была награждена премией Французской академии наук за исследования в области наследственности рака.

## Преподавательская деятельность и популяризация науки
Добровольская-Завадская выступала с докладами в Обществе русских химиков, Обществе русских врачей имени Мечникова, Русской академической группе, в Российском научном институте и других научных и общественных организациях. Также она читала курс радиологии в Парижском университете, курсы общедоступных лекций в Союзе врачей при Русском студенческом христианском движении (1932) и Объединении сестер милосердия Российского общества Красного Креста (1935).

## Основные научные статьи
Хирургия
- Добровольская Н. А. К вопросу о ранениях сосудов и травматических аневризмах // Русский врач. — Петроград : Изд.: О. А. Риккер, 1916. — Вып. 49. — С. 1164—1172.
  - Добровольская Н. А. К вопросу о ранениях сосудов и травматических аневризмах // Русский врач. — Петроград : Изд.: О. А. Риккер, 1916. — Вып. 50. — С. 1188—1193.
  - Добровольская Н. А. К вопросу о ранениях сосудов и травматических аневризмах // Русский врач. — Петроград : Изд.: О. А. Риккер, 1916. — Вып. 51. — С. 1210—1216.
  - Добровольская Н. А. К вопросу о ранениях сосудов и травматических аневризмах // Русский врач. — Петроград : Изд.: О. А. Риккер, 1916. — Вып. 52. — С. 1225—1232.
- Добровольская Н. А. Оперативная техника в области подключичных сосудов // Русский врач. — Петроград : Изд.: О. А. Риккер, 1916. — Вып. 15. — С. 537.

Влияние ионизирующей радиации на ткани
- Dobrovolskaia-Zavadskaia N. Modifications des fibres striees sous l'influence d'irradiations prolongees au moyen de foyers radiferes introduits dans les muscles // Journal de Radiologie. — Paris : Masson Publishing[фр.], 1924. — Т. II. — P. 49—61.
- Dobrovolskaïa-Zavadskaïa N. L’irradiation des testicules et l’hérédité chez la souris // Archives de biologie. — Liège : Vaillant-Carmanne, 1928. — Т. XXXVIII. — P. 457—501.

Генетика развития
- Dobrovolskaïa-Zavadskaïa N. Sur la mortification spontanee de la chez la souris nouveau-nee et sur l'existence d'un caractere (facteur) hereditaire, non-viable // Comptes rendus des séances de la Société de biologie. — Paris : Masson Publishing, 1927. — Т. XCVII. — P. 114—116.
- Dobrovolskaïa-Zavadskaïa N. The problem of species in view of the origin of some new forms in mice // Biological Reviews. — Cambridge : Cambridge University Press, 1929. — Vol. IV. — P. 327—351. — doi:10.1111/j.1469-185X.1929.tb00614.x.
- Dobrovolskaïa-Zavadskaïa N., Kobozieff N, Veretennikoff S. Etude morphologique et genetique de la brachyourie chez les descendants de souris a testicules irradies // Archives de Zoologie Expérimentale et Générale. — Paris : Centre national de la recherche scientifique, 1934. — Т. 76. — P. 249—258.
- Dobrovolskaïa-Zavadskaïa N., Kobozieff N. Sur la reproduction des souris anoures // Comptes rendus des séances de la Société de biologie. — Paris : Masson Publishing, 1927. — Т. XCVII. — P. 116—118.
- Dobrovolskaïa-Zavadskaïa N. Contribution à l'étude de la structure génétique d'un organe // Comptes rendus des séances de la Société de biologie. — Paris : Masson Publishing, 1928. — Т. XCIX. — P. 1140—1143.
- Dobrovolskaïa-Zavadskaïa N., Kobozieff N. Les souris anoures et a queue filiforme qui se reproduisent entre elles sans disjonction // Comptes rendus des séances de la Société de biologie. — Paris : Masson Publishing, 1932. — Т. CX. — P. 116—118.

Экспериментальная онкология
- Dobrovolskaïa-Zavadskaïa N. Heredity of Cancer // The American Journal of Cancer. — Philadelphia, Pennsylvania : American Association for Cancer Research[англ.], 1933. — Vol. XVIII. — P. 357—379. — doi:10.1158/ajc.1933.357. Архивированная копия. Дата обращения: 23 января 2018. Архивировано 23 января 2018 года.
- Dobrovolskaïa-Zavadskaïa N. Hereditary and Environmental Factors in the Origin of Different Cancers // Journal of Genetics[англ.]. — Bangalore, India : Indian Academy of Sciences, 1940. — Vol. XL. — P. 157—170. Архивированная копия. Дата обращения: 22 января 2018. Архивировано 23 января 2018 года.

Философия науки
- Dobrovolskaïa-Zavadskaïa N. La vie, organisatrice de la matière // Revue philosophique de la France et de l'étranger[англ.]. — Paris : Presses universitaires de France, 1934. — Vol. 134, no. 7/9. — P. 233—246. — JSTOR 41084787.
- Dobrovolskaïa-Zavadskaïa N. The “Gnosism”, a Scientifico-Philosophical Conception Giving Account of the Orderliness and Freedom in Nature // Philosophy and Methodology of the Sciences of Nature. — Amsterdam : North Holland, 1953. — Vol. VI. — P. 20—25. — doi:10.5840/wcp1119536160.

## Комментарии
1. ↑  В некоторых источниках приводится отчество как «Алекса́ндровна»[1][2].